# Bácsfeketehegy–Palánka-vasútvonal
Az egykori Bácsfeketehegy–Palánka-vasútvonal a Bácskában, ma Szerbia területén feküdt.

## Története
A vasútvonal építését a Hegyesfeketehegy–Palánkai HÉV társaság kezdte meg, a társaság Déldunavidéki HÉV néven egyesült a Baja–Zombor–Újvidék HÉV társasággal. A helyiérdekű vasútvonal a MÁV Budapest–Zimony-vasútvonalának Bácsfeketehegy (ritkán használt nevén Hegyesfeketehegy) állomásától ágazott ki, Gajdobrán keresztezte a korábban megépült Baja–Zombor–Újvidék-vasútvonalat és Palánkáig tartott. Az 55,1 km hosszú vonalat 1896. november 4-én nyitották meg. A társaság később, 1912-ben a vonalat meghosszabbította Újpalánkáig, a Dunáig.
A vasútvonal építése, a síkvidéki jellege ellenére, jelentősebb földmunkával járt. A vonal legjelentősebb műtárgya  egy vasszerkezetű híd a Ferenc-csatornán épült. A felépítmény 23,6 kg/fm tömegű, „i” jelű sínekből épült, a pályára 10 tonna tengelyterhelést és 40 km/h sebességet engedélyeztek.

## Napjainkban
Jelenleg a vasútvonalnak csak a Szépliget–Palánka szakasza üzemel, a többi vonalrészt felszedték. A Bácsfeketehegy–Kula vonalrészt már az 1941-es menetrend sem jelöli, feltehetőleg ez a vonalszakasz szűnt meg legkorábban.